# Підопригора Опанас Андронович
Опанас Андронович Підопригора (13 липня 1927, Леміщиха — 1 січня 2005) — український правознавець, доктор юридичних наук (з 1983 року), професор, академік Національної академії правових наук України (з 1992 року), Заслужений працівник освіти України (з 1992 року).

## Біографія
Народився 13 липня 1927 в селі Леміщиці (тепер Жашківського району Черкаської області). Під час німецько-радянської війни, після окупації села, був призваний до лав Червоної Армії, в якій з березня 1944 року і до кінця війни брав участь у визволенні Варшави, у штурмі Берліна. Був нагороджений бойовими нагородами.
У 1952 році вступив на юридичний факультет Київського державного університету імені Т. Г. Шевченка, який закінчив у 1957 році. Після закінчення навчання працював в цьому університеті до виходу на пенсію в 2003 році: з 1957 року він аспірант, пізніше — асистент, старший викладач, доцент, професор (з 1985 року). У 1962 році захистив кандидатську дисертацію, яка була присвячена проблемам права власності у Стародавньому Римі; в 1982 році захистив докторську дисертацію.
Протягом 1964–1973 років був заступником декана юридичного факультету, з 1987 по 1993 рік очолював кафедру цивільного права юридичного факультету.
З 1998 року — професор кафедри цивільного права Запорізького державного університету.

Могила Опанаса Підопригори

Помер 1 січня 2005 року. Похований в Києві на Байковому кладовищі.

## Праці
Коло наукових інтересів: римське приватне право, проблеми цивільного права України, правового забезпечення науково-технічного прогресу, права інтелектуальної власності України. Основні праці:
- «Правові питання створення і впровадження нової техніки» (1975);
- «Проблеми правового регулювання науково-технічного прогресу в СРСР» (1985);
- «Основи римського цивільного права» (1990);
- «Загальна теорія цивільного права» (1992);
- «Римське приватне право» (1997);
- «Право інтелектуальної власності України» (1998);
- «Основи правової охорони інтелектуальної власності в Україні (2003);
- «Римське право» (2003) та інші.

Був одним з розробників проекту нового Цивільного кодексу України.